# Palácio da Mogiana
Fachada principal, vista a partir da Rua Visconde do Rio Branco
O Palácio da Mogiana é um edifício histórico localizado no Centro da cidade de Campinas. O prédio tem faces para a Rua Visconde do Rio Branco, Avenida Campos Sales e Rua General Osório, ocupando aproximadamente metade de um quarteirão.

## História
Erguido no estilo eclético entre 1891 e 1910, o palácio serviu como sede para a Companhia Mogiana de Estradas de Ferro até 1926 - quando a sede foi transferida para São Paulo - e sediou atividades dessa companhia até 1972, quando a C.M.E.F. foi extinta e seu patrimônio passou à FEPASA e depois à RFFSA, quando a FEPASA foi extinta em 1998. O Palácio não subsiste em sua forma original: em 1953, uma das alas do Palácio teve de ser demolida para o alargamento da Avenida Campos Sales. Passou por processos de tombamento do Condepacc e do Condephaat.
Após vários anos de abandono, a construção chegou a um péssimo estado de conservação, o qual foi revertido somente em 2009, quando o Palácio da Mogiana passou por um detalhado processo de restauração, numa parceria entre o poder público e a iniciativa privada.
Em 2010, a Prefeitura tentou viabilizar um projeto cultural para o palácio e para a Estação Cultura, com a previsão de uma verba federal de R$ 15 milhões, equivalente a US$ 8,51 milhões à época, mas os recursos não foram liberados. Em 2012, o Palácio da Mogiana foi cedido à Prefeitura de Campinas, passando a abrigar o Centro Público de Apoio ao Trabalhador (CPAT) e a Câmara dos Dirigentes Lojistas de Campinas (CDL). Apesar de sua importância histórica, o edifício enfrenta desafios estruturais, como infiltrações e danos no telhado, que resultaram no fechamento do terceiro andar. O prédio principal tem sido mantido pela Associação Comercial e Industrial de Campinas (ACIC), responsável por intervenções de conservação.

## Fotos

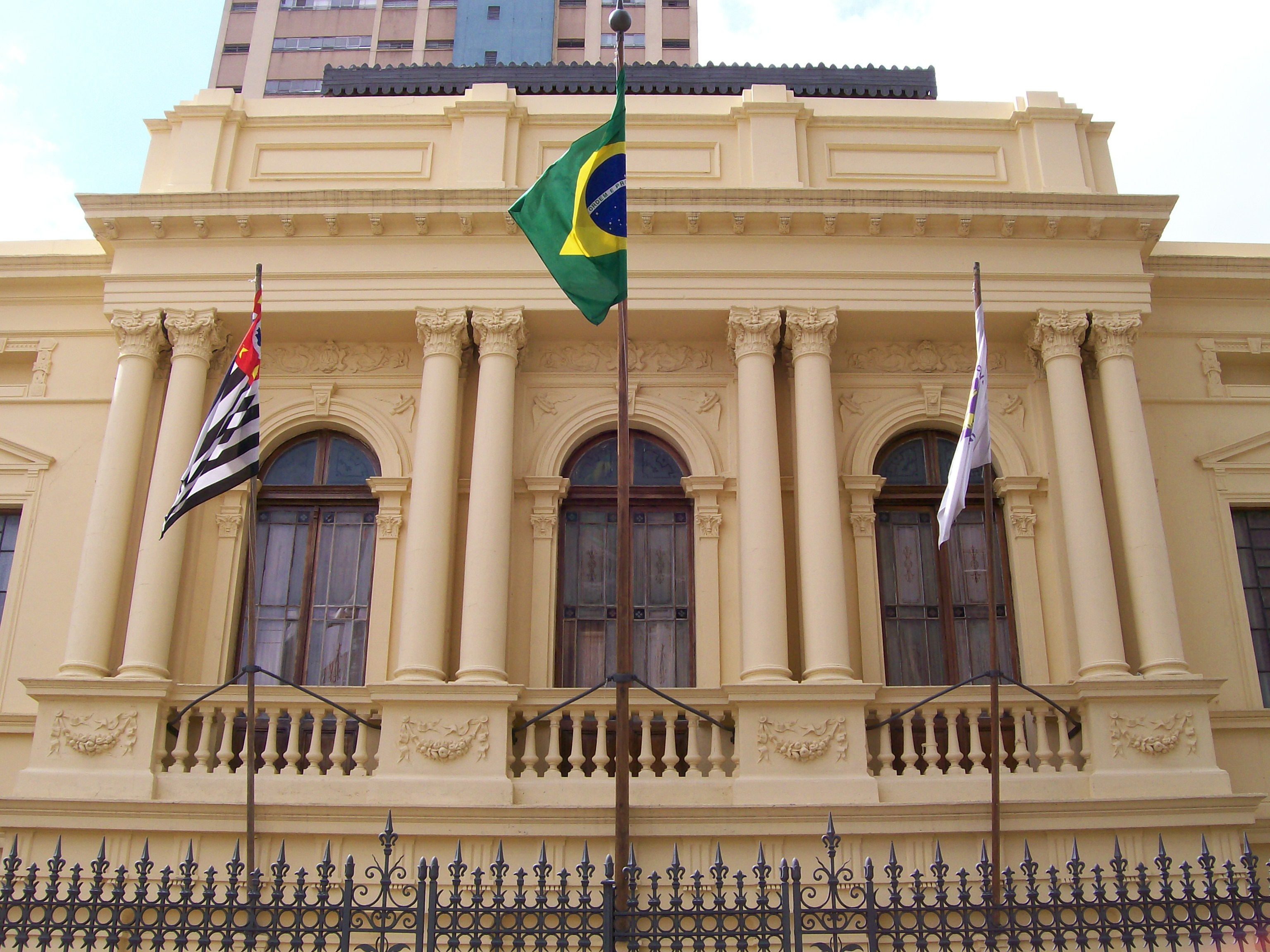
Frente do Palácio
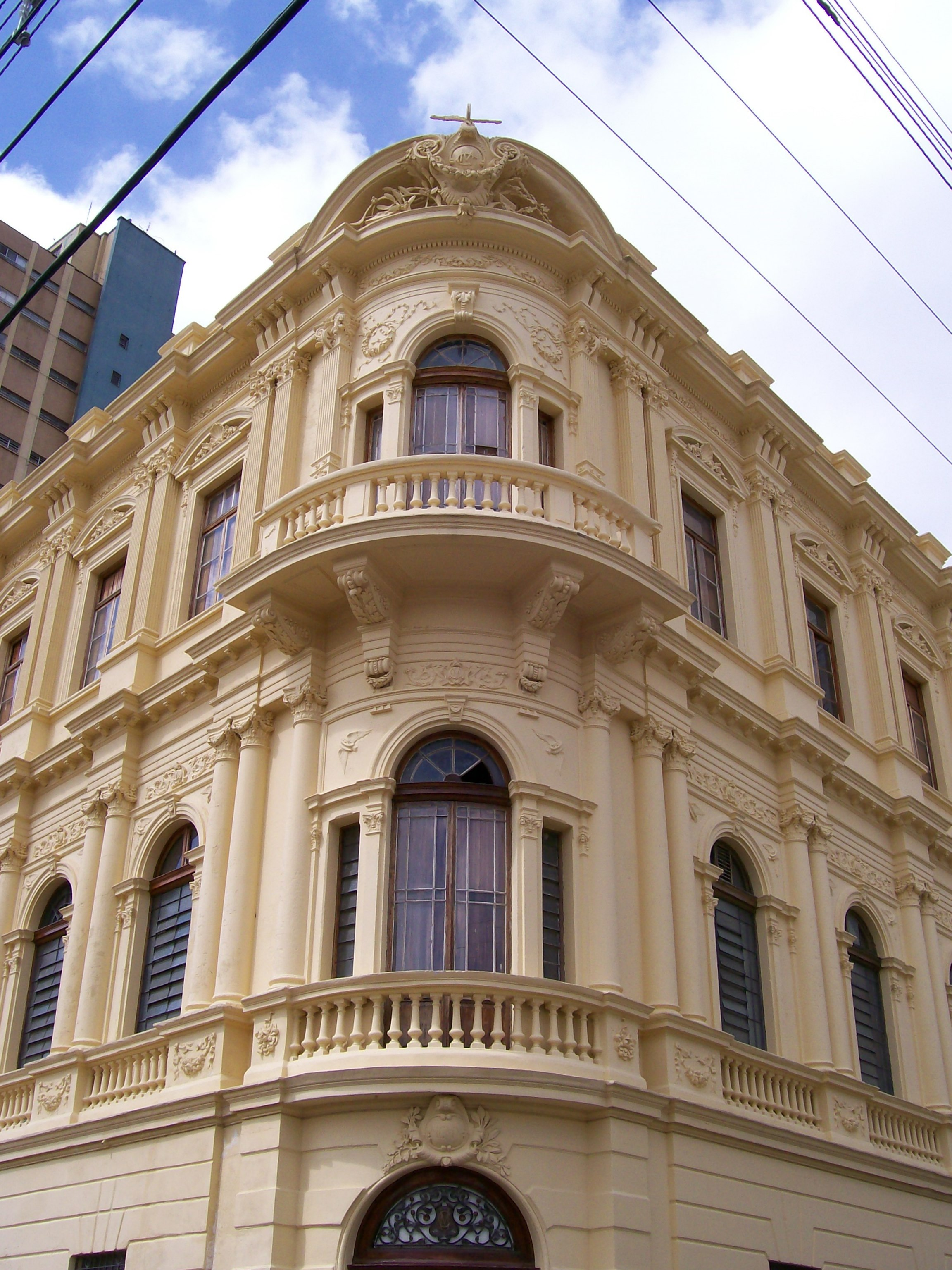
Ala esquerda
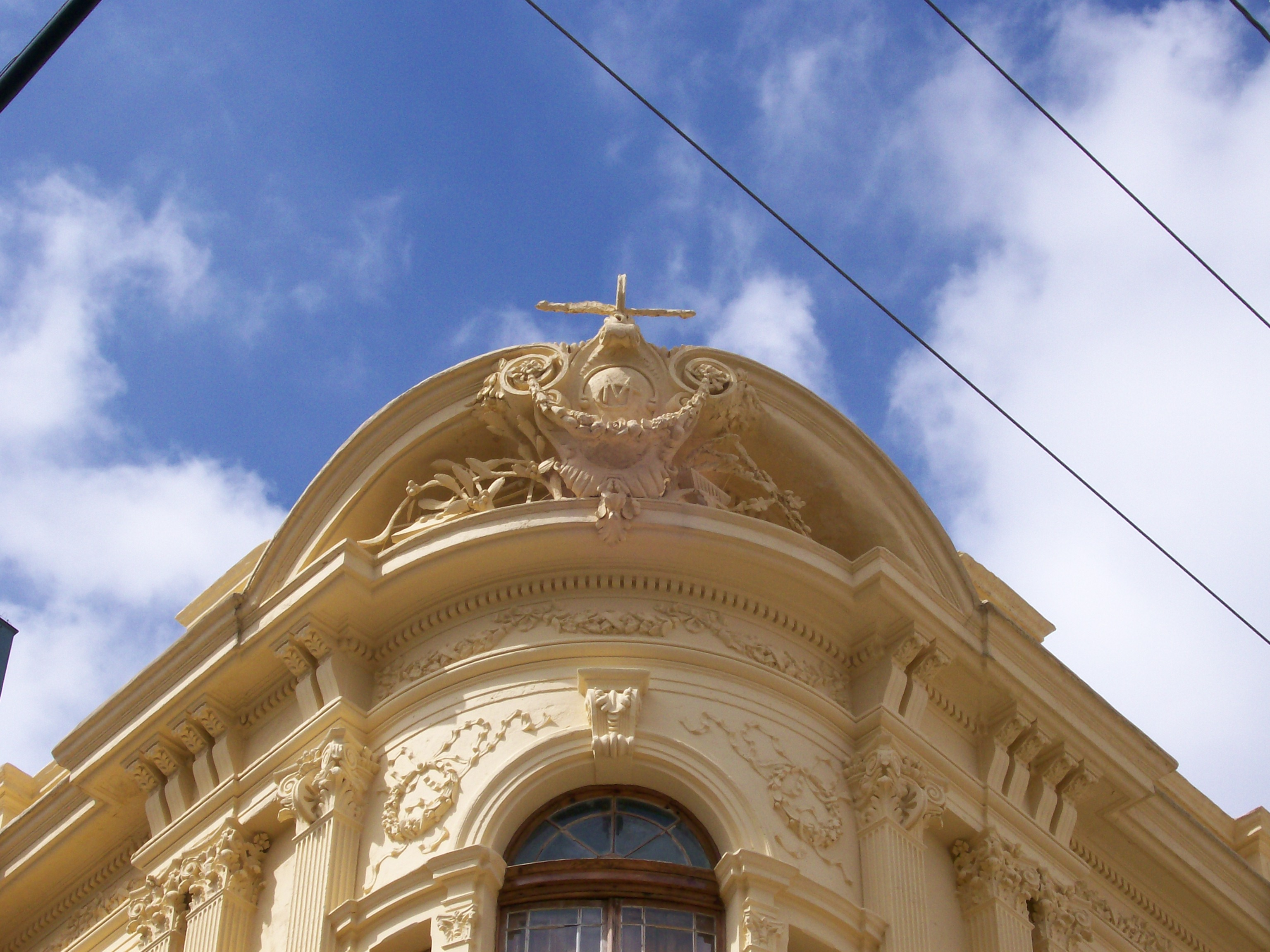
Detalhe da fachada
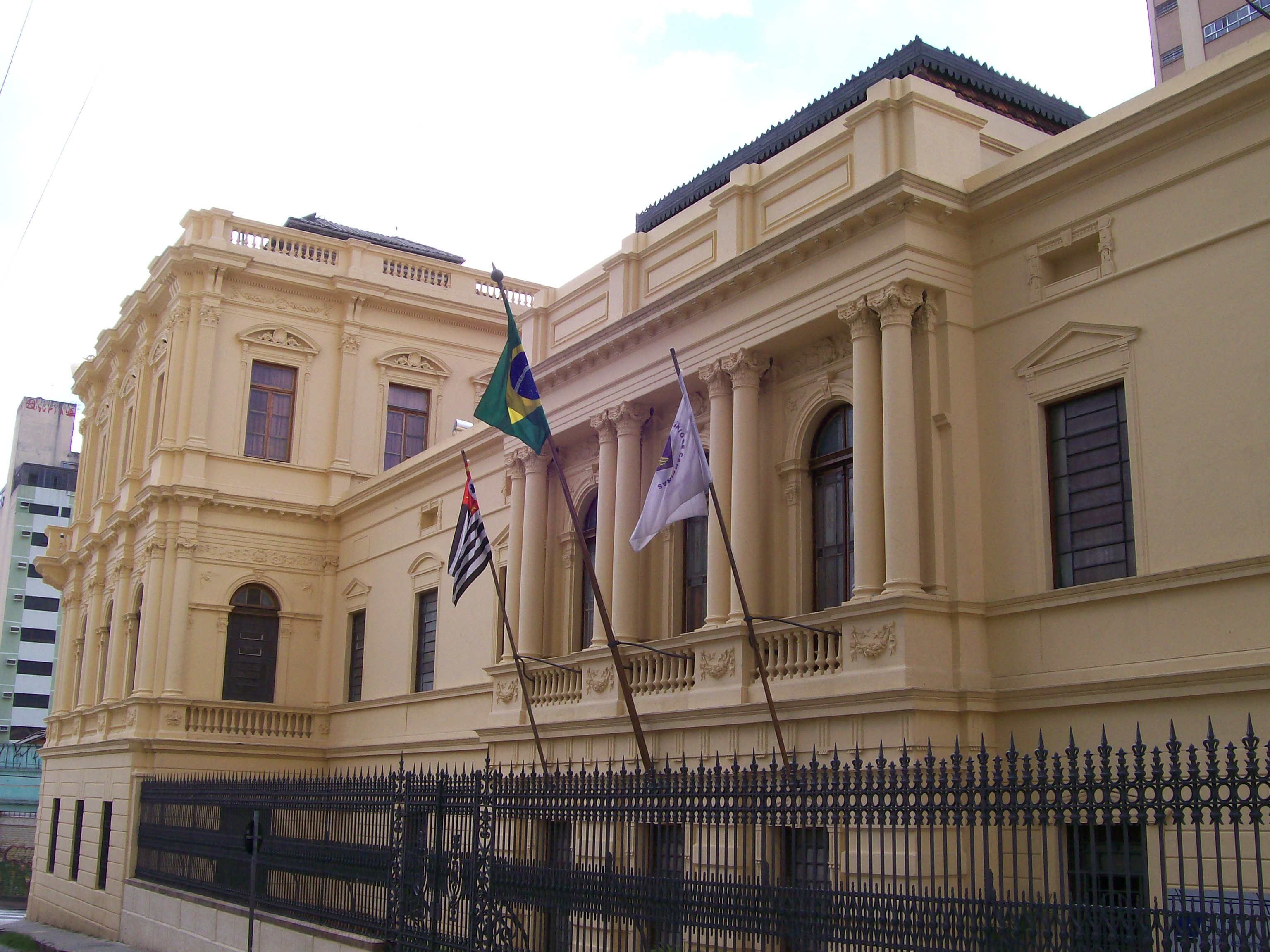
Visão do outro lado
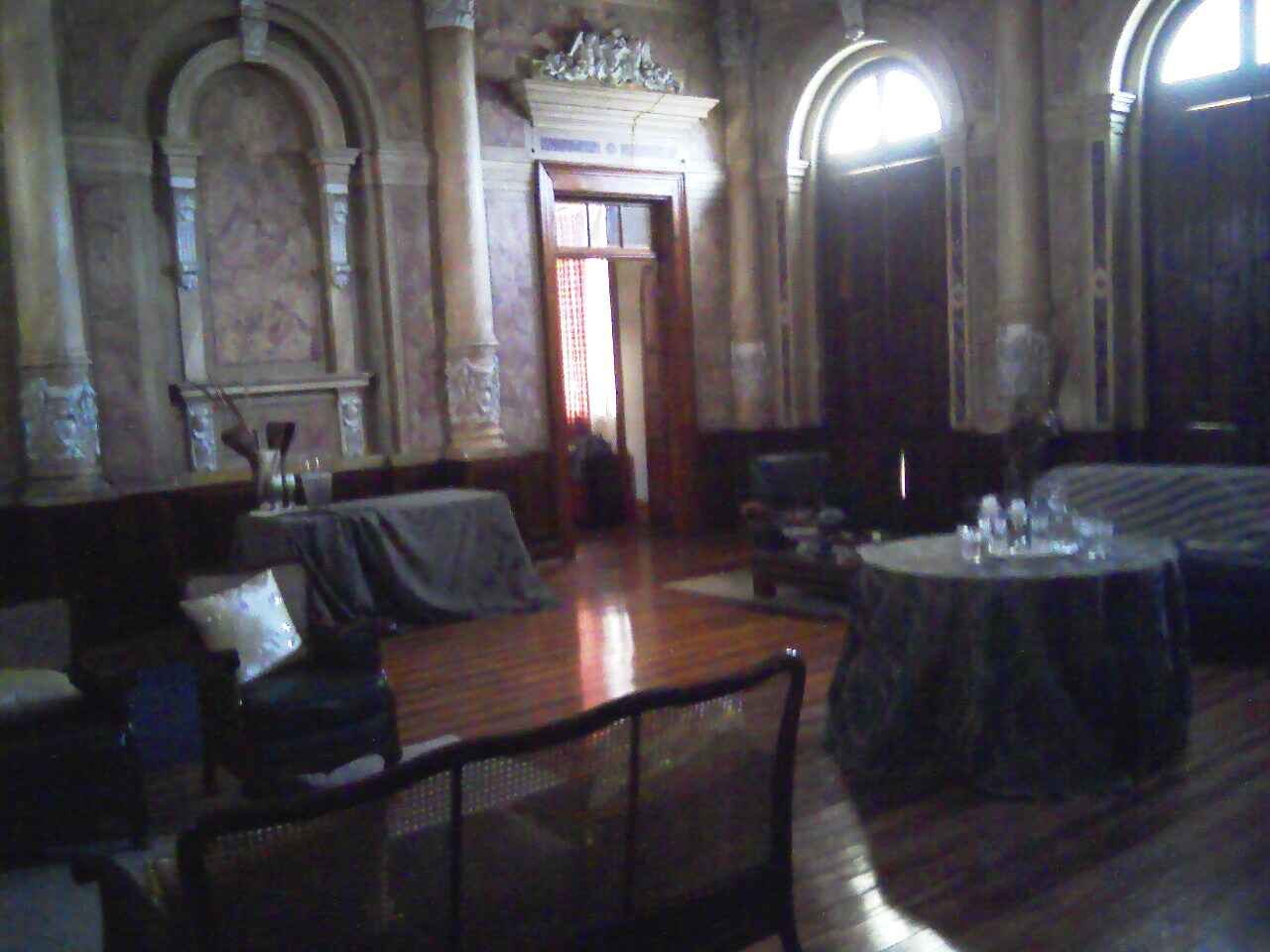
Salão Nobre, ala esquerda (preservada)
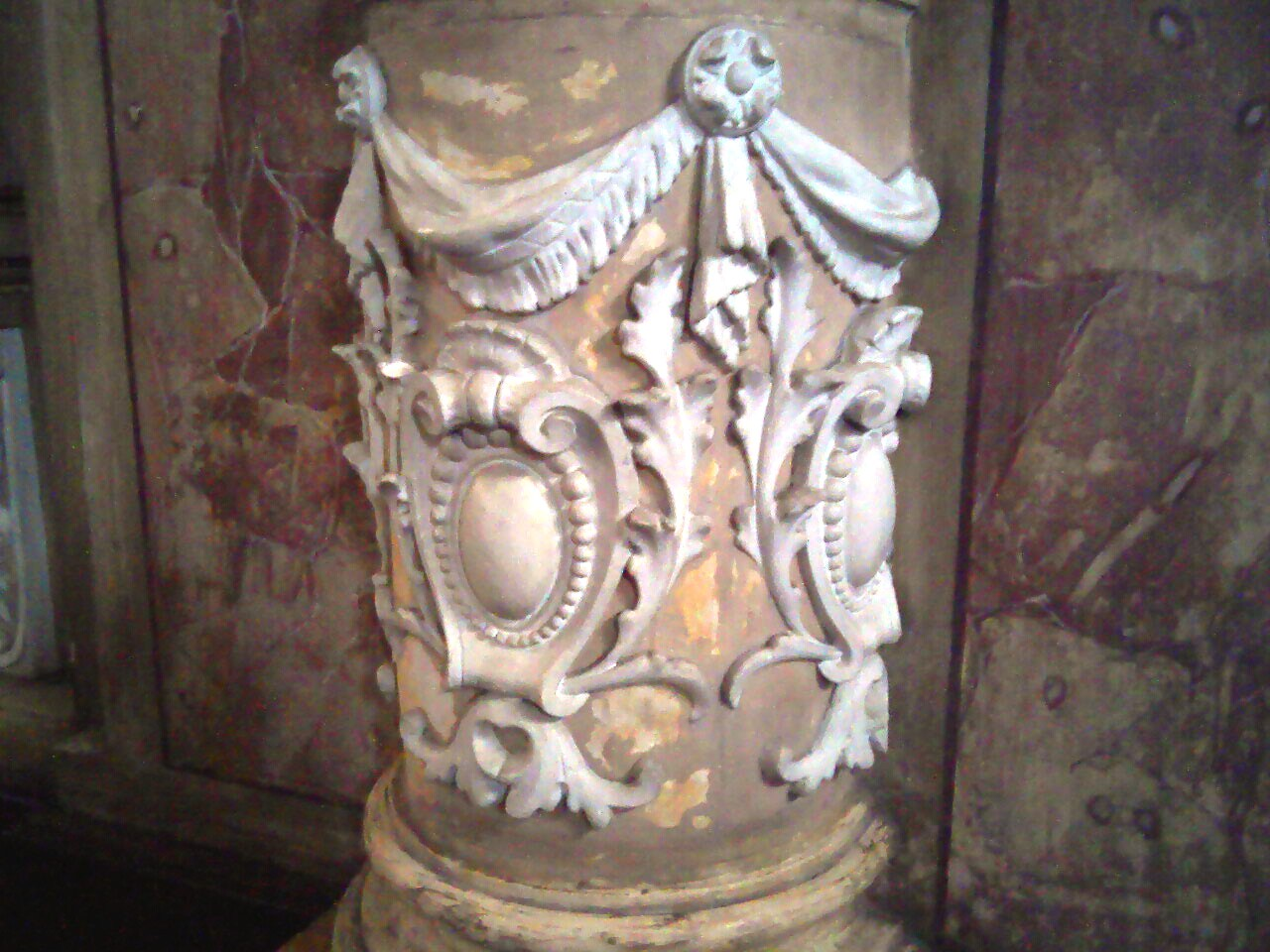
Base de coluna do Salão Nobre, ala esquerda (preservada)
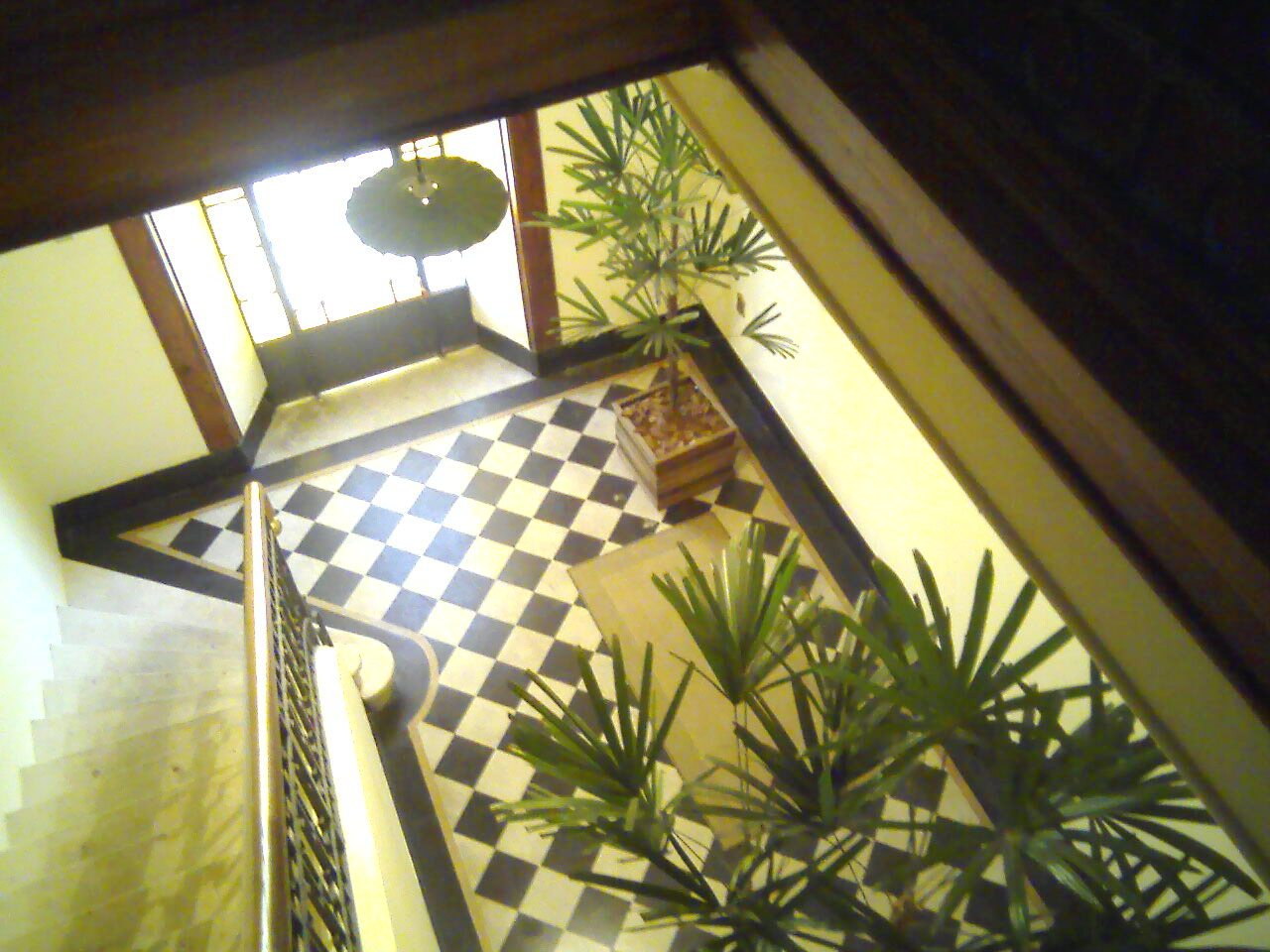
Escadaria da ala esquerda (preservada)
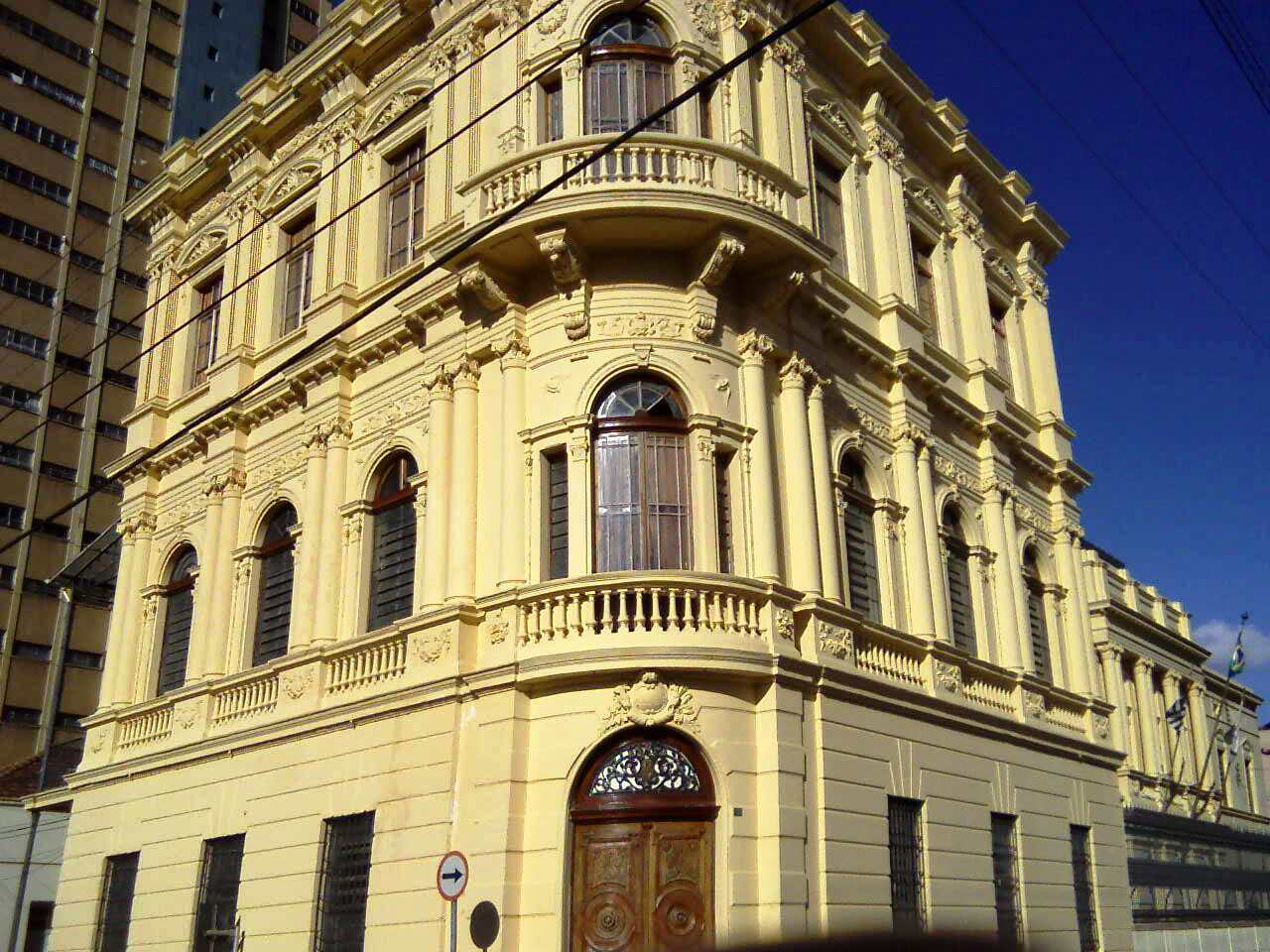
Ala remanescente (esquerda), outra foto.